# Schedocentrus tessellatus
Schedocentrus tessellatus är en insektsart som först beskrevs av Walker, F. 1870.  Schedocentrus tessellatus ingår i släktet Schedocentrus och familjen vårtbitare. Inga underarter finns listade i Catalogue of Life.